# 水丘昭券
水丘昭券（？—947年），五代衣錦軍安國縣人。東漢時期司隸校尉水丘岑的後人。為人厚道，知書達理。吳越國武肅王錢鏐祖母、母兩代均出自水丘氏家族，水丘昭券因為是國戚的緣故，入朝為官。
忠獻王錢弘佐在任時，水丘昭券出任內衙都監使。後晉開運二年（945年），南唐元宗李璟率軍攻打福州，閩國國中大亂，閩國大將李仁達來吳越求救。吳越諸將欲以路遠難相拒，水丘昭券則從長遠利益考慮，力勸錢弘佐發兵相救。其後由水丘昭券掌管用兵事宜。後漢天福十二年（947年）三月，大敗南唐軍，鞏固吳越國東南邊境。錢弘佐想誅殺程昭悅，下令水丘昭券深夜率領甲士千人圍攻他的府第，水丘昭券勸說：「昭悅家臣也，有罪當顯戮，不宜夜興兵。」錢弘佐認為水丘昭券深知大體。
同年六月，忠遜王錢弘倧繼位，內牙統軍使胡進思等專橫無理。錢弘倧與何承訓、水丘昭券謀劃，擬將胡進思驅逐至外地。水丘昭券認為「進思黨盛，未可猝去，不如姑容之，以待日後解決」。錢弘倧猶豫不決，但是何承訓卻將此事告訴胡進思。數日後，錢弘倧夜宴將吏，胡進思懷疑錢弘倧有意圖捕殺他，遂穿著軍服帶領兵帥親兵一百人，入見王於天冊堂。胡進思對錢弘倧說：「老奴無罪何故見圖。」
胡進思遂廢黜錢弘倧，禁錮他在義和院，另立其弟錢弘俶為吳越王，又殺害錢弘倧的舅舅進侍鄜光鉉及水丘昭券。胡進思的妻子聽聞水丘昭券被害後痛泣曰：「它人猶可殺，昭券君子也，奈何殺之。」